# Deparia subfluvialis
Deparia subfluvialis là một loài thực vật có mạch trong họ Woodsiaceae. Loài này được (Hayata) M. Kato miêu tả khoa học đầu tiên năm 1984.